# Andrei Gag
Andrei Marius Gag (* 27. April 1991 in Chișineu-Criș) ist ein rumänischer Kugelstoßer, der zu Beginn seiner Karriere auch im Diskuswurf an den Start ging.

## Sportliche Laufbahn
Erste internationale Erfahrungen sammelte Andrei Gag 2008 bei den Juniorenweltmeisterschaften im polnischen Bydgoszcz, bei denen er mit einer Weite von 46,98 m im Diskuswurf in der Qualifikation ausschied. Im Jahr darauf erreichte er bei den Junioreneuropameisterschaften in Novi Sad das Finale und belegte dort mit 55,84 m den zehnten Platz. 2010 gewann er bei den Juniorenweltmeisterschaften in Moncton mit 61,85 m die Silbermedaille und 2011 schied sie bei den U23-Europameisterschaften in Ostrava mit 54,83 m in der Qualifikation aus. Auch zwei Jahre darauf erreichte er bei den U23-Europameisterschaften in Tampere mit 55,98 m nicht das Finale und belegte anschließend bei den Spielen der Frankophonie in Nizza mit einem Wurf auf 55,60 m den fünften Platz.
Seit 2014 geht Gag vermehrt im Kugelstoßen an den Start und qualifizierte sich auf Anhieb für die Europameisterschaften in Zürich, bei denen er mit 19,18 m aber nicht das Finale erreichte. Im Jahr darauf schied er bei den Halleneuropameisterschaften in Prag mit 18,45 m in der Qualifikation aus, gewann im Anschluss aber bei der Sommer-Universiade in Gwangju mit 19,35 m die Silbermedaille hinter dem Inder Inderjeet Singh. Zudem nahm er erstmals an den Weltmeisterschaften in Peking teil, schied aber mit 19,74 m in der Qualifikation aus. 2016 gewann Gag bei den Hallenweltmeisterschaften in Portland mit 20,89 m überraschend die Silbermedaille hinter dem Neuseeländer Tomas Walsh. Anfang Juli schied er bei den Europameisterschaften in Amsterdam mit 19,49 m in der Qualifikation aus und auch bei den Olympischen Spielen in Rio de Janeiro gelangte er mit 20,40 m nicht bis ins Finale.
2017 schied er bei den Halleneuropameisterschaften in Belgrad mit 19,24 m in der Qualifikation aus und bei den Weltmeisterschaften in London erreichte er das Finale, in dem er mit 19,96 m den zwölften Platz belegte. Nur zwei Wochen später gewann er bei den Studentenweltspielen in Taipeh mit 20,12 m die Bronzemedaille hinter dem Portugiesen Francisco Belo und Konrad Bukowiecki aus Polen. 2018 schied er bei den Europameisterschaften in Berlin mit 19,26 m in der Qualifikation aus, wie auch bei den Halleneuropameisterschaften 2019 in Glasgow mit 19,70 m. Auch bei den Weltmeisterschaften in Doha konnte er sich mit 20,50 m nicht für das Finale vorarbeiten.
Von 2013 bis 2019 wurde Gag rumänischer Meister im Kugelstoßen sowie 2014 auch im Diskuswurf. In der Halle sicherte er sich die Titel im Kugelstoßen von 2014 bis 2019.

## Persönliche Bestweiten
- Kugelstoßen: 21,06 m, 17. Juli 2016 in Cluj-Napoca (rumänischer Rekord)
  - Kugelstoßen (Halle): 20,89 m, 18. März 2016 in Portland
- Diskuswurf: 61,27 m, 4. März 2014 in Bukarest